# Nietneria
Nietneria es un género de plantas con flores perteneciente a la familia Nartheciaceae. Comprende dos especies. Es originario de Sudamérica donde se encuentra en Guyana, Venezuela y Brasil.

## Especies
- Nietneria corymbosa
- Nietneria paniculata